# Mathias Månsson
Mathias Månsson, född 20 september 1981 Gävle i Sverige (moderklubben dock Njurunda SK ) är en svensk ishockeyspelare, som har spelat för Sundsvall Hockey, Rögle BK, Bofors IK, Brynäs IF, Skellefteå AIK, Södertälje SK och finska KalPa. 

Månsson har även representerat Tre Kronor i flera Euro Hockey Tour-turneringar samt VM 2007 i Moskva.

## Klubbar
- Södertälje SK
- KalPa
- Rögle BK
- Skellefteå AIK
- Brynäs IF
- Bofors IK
- IF Sundsvall Hockey
- MODO Hockey
- Njurunda SK Moderklubb

## Spelstil
En stor, stark och aggressiv forward. Månsson har hög arbetsmoral och bra forechecking. Är också en bra målgörare. Målen kommer allt som oftast på styrningar eller på skott från nära håll. Med sin energi och styrka skapar han lägen åt sina kedjekamrater. Spelar lite småfult och står alltid upp för sina lagkamrater.